# Claudio Caniggia
Claudio Paul Caniggia (* 9. ledna 1967, Henderson, Buenos Aires) je bývalý argentinský fotbalista, padesátinásobný reprezentant své země.
Na klubové úrovni působil jak v argentinských klubech, tak i v mnoha evropských zemích. Jeho kariéra začala v CA Boca Juniors, později také působil v CA River Plate. Největšího vrcholu své kariéry se ovšem dočkal v Evropě, a to v prvé řadě v Atalantě při působení v období 1989–1992, následně po přestupu do AS Řím. Postupem času začal být spojován s užíváním drog. To jej nakonec vedlo k návratu do rodné Argentiny do celku CA Boca Juniors. Ještě jednou se vrátil na výsluní, a to při působení v Dundee FC, odkud si jej vytáhl skotský velkoklub Glasgow Rangers a podepsal s ním smlouvu na další 2 sezóny.
Co se týká jeho reprezentační kariéry, tak lze říci, že k jeho největším úspěchům a nejdůležitějším momentům patří gól na MS 1990, kterým již v osmifinále šampionátu vyřadil obávaného aspiranta na titul Brazílii, když po Maradonově pasu vstřelil jediný gól zápasu. Snad ještě větší parádu předvedl o 4 roky později na MS 1994, kde se blýskl dvěma góly, kterými otočil nepříznivý výsledek proti nebezpečné Nigérii. Za zmínku stojí zejména druhý gól, ke kterému nemalou měrou přispěl, opět kdo jiný než Maradona, když ho rychlým rozehráním přímého volného kopu vyslal do pokutového území. Za argentinskou reprezentaci odehrál celkem 50 utkání, v nichž vstřelil 16 branek.